# Berta Bukšek
Berta Bukšek, slovenska gledališka igralka, * 3. julij 1879, Ljubljana, † 27. oktober 1929, Maribor.

## Življenje in delo
Leta 1898 je pričela delati v ljubljanskem deželnem gledališču kot zborovska pevka, operna šepetalka in igralka. Razvila se je v odlično izvajalko komičnih dramskih in operetnih vlog. Leta 1919 je odšla v Maribor v takrat novoustanovljeno slovensko narodno gledališče in v njem kot vodilna karakterna igralka nastopala do smrti.   
Danes se po njej imenuje ulica v Mariboru - Ulica Berte Bukšek. 